# Hartlaubs trap
De Hartlaubs trap (Lissotis hartlaubii) is een vogel uit de familie van de trappen (Otididae). De vogel is genoemd naar de Duitse ornitholoog Gustav Hartlaub.

## Verspreiding en leefgebied
Deze soort komt voor van Soedan en Zuid-Soedan tot Somalië en Kenia.